# Sudeten-Duitsers

het >90% taalgebied van de Duitssprekenden in Tsjechië voor 1945

De Sudeten-Duitsers zijn de ruim drie miljoen Duitstaligen die tot 1945 in Sudetenland, de grensstreken van het toenmalige Tsjecho-Slowakije, woonden, en hun afstammelingen die nu in Duitsland en Oostenrijk wonen, waarheen zij tussen 1945 en 1948 werden verdreven.

## Naamgeving
De naam Sudeten-Duitsers is betrekkelijk nieuw en pas aan het eind van de 19e eeuw in zwang gekomen. Ze is afgeleid van het Sudetengebergte dat vanouds Bohemen en Moravië (nu Tsjechië) scheidde van Saksen en Silezië in het noorden en Beieren in het westen. De oudere naam is de Duitse Bohemers (van 'Deutschböhmen') en onder deze naam vestigden zich velen van hen, overigens naast Tsjechen, voor 1918 in Wenen. Na 1918 werden de Duitstaligen in de Tsjecho-Slowaakse provincies Bohemen en Moravië en Silezië Sudeten-Duitsers genoemd, een naam die verwijst naar het Sudetengebergte dat de grens vormde tussen de Duitse provincies Saksen en Silezië, en de Tsjecho-Slowaakse provincies Bohemen en Moravië. In dat grensgebied woonde ook aan Tsjecho-Slowaakse kant een Duitstalige bevolking. Maar de helft van de Duitstaligen in het nieuwe Tsjecho-Slowakije woonde elders, in andere grensgebieden namelijk die met Beieren en Oostenrijk. Hun woongebieden hebben geen relatie met het Sudetengebergte en daarom slaat de naam strikt genomen niet op hen.

## Geschiedenis
Bij het begin van de jaartelling hadden Germaanse stammen onder de gezamenlijke naam Marcomannen een stameenheid gevormd in wat later Bohemen zou heten. Vanaf de vroege 6e eeuw vestigden zich hier vanuit het oosten West-Slavische stammen, tijdens de Grote Volksverhuizing. In hoeverre delen van de oudere bevolking achterbleven is onduidelijk. Vroeger werd aangenomen dat zulke veroveringen een totale bevolkingswisseling ten gevolge moeten hebben gehad. Modern onderzoek wijst uit dat als regel een, vaak groot, bevolkingssubstraat achterbleef en in een ondergeschikte positie werd opgenomen door de nieuwe veroveraars die dan de nieuwe elite over een onderworpen en onvrije bevolking vormden.
Nadat zij hun leiderschap dominerend hadden opgelegd boven de vele lokale Slavische stamedelen, zochten een Boheems adelsgeslacht als koningen van Bohemen, en later ook van Moravië, een plaats onder de keizer van het Heilige Roomse (Duitse) Rijk. Zij behoorden vervolgens ook tot de hoge adel van dat rijk en hun huwelijken verbonden hen in later eeuwen met Duitse adelsgeslachten totdat het geslacht van de Luxemburgers en nog later dat van de Habsburgers het Boheemse koningschap overnam. Deze relaties met het westen brachten al vroeg Duitse en ook Franse kooplieden naar de steden en Duitse kloostergemeenschappen naar het platteland van het vroege Boheemse koninkrijk. Vooral in de nauwelijks bevolkte randgebieden werden kolonisten aangetrokken om bossen te rooien en in cultuur te brengen. Sinds de 12e eeuw en de 13e eeuw zouden grote aaneengesloten delen en dan de randgebieden van Bohemen, Moravië en Tsjechisch Silezië door deze Duitstaligen bewoond raken: door Saksen in het noorden en door Beieren in het westen en zuiden, terwijl in de centrale gedeelten van deze landen zogenaamde Duitse taaleilanden - clusters van dorpen - rondom de steden ontstonden, terwijl zich in de steden een Duitstalige burgerij vormde.
Pas laat, in 1315, kwam het Egerland, de streek rond de stad Eger, een rijksstad met keizerpalts, en de stad Asch (Aš) en het omringende Boheemse Vogtland bij Bohemen. Het gebied diende als onderpand van een lening die nooit werd afbetaald en daarom later aan de Boheemse koning verviel. Dit gebied was van oorsprong niet Boheems maar sinds de 9e eeuw deel van Oost-Francië (Frankenland) en daarmee van het Heilige Roomse Rijk.
Kolonisten uit Saksen, Frankenland, Beieren en Oostenrijk kwamen sinds het begin van de 13de eeuw naar Bohemen en Moravië, eerst op uitnodiging van het toenmalige Boheemse (Tsjechische) koningshuis der Přemysliden, later ook op uitnodiging van lokale adel en kloosters. Zij werden aangetrokken in verband met hun vakmanschap in de handel, mijnbouw, landbouw, techniek en handwerk. Vooral de mijnbouw en de ontginning van onbevolkte bos- en moerasgebieden voor de landbouw verhoogden de vorstelijke belastinginkomsten. De inrichting van stadsgemeenschappen met autonome bestuursinrichtingen (zogenaamd 'naar Duits recht') was hun werk. Zie Oostkolonisatie. In de 14e eeuw was het Duitstalige element zo dominant geworden dat een gewelddadige Tsjechische reactie plaatsvond die niet alleen vroeg-nationaal was maar naar de zeden der tijd ook een religieuze vorm had.
Dat was het hussitisme, een ketterse geloofsrichting die zich tegen Rome keerde, en aan het begin van de 15e eeuw een revolutionaire omwenteling veroorzaakte waarin het Duitstalige patriciaat uit de meeste steden in centraal Bohemen werd verjaagd en alleen in de ontginningsgebieden aan de grenzen van het land nog een Duitstalig element bleef voortbestaan. Langzaamaan zou echter dit Duitse element weer gaan toenemen, vooral toen Habsburgse vorsten invloed als koningen van Bohemen kregen en na twee eeuwen hun kans grepen in een religieuze reactie. In de Slag op de Witte Berg in 1621 werd de hussitische en lutherse lagere adel uitgeschakeld en daarna koos de hogere adel de zijde van de Contrareformatie onder de leiding van de Habsburgers. Bohemen en Moravië werden provincies onder de Habsburgse kroon in een groter Oostenrijks staatsverband. Het rooms-katholicisme gold nu als staatsgodsdienst, het hussitisme en ook het lutheranisme werd verboden en hun 'verstokte' aanhangers onteigend en het land uitgewezen. Hiermee kreeg het katholiek-Duitstalige element opnieuw een dominante positie. In de deels ontvolkte noordelijke en westelijke grensgebieden vestigden zich katholieke Duitstaligen, vooral uit Beieren, en de daar ook nog wonende Tsjechen pasten zich na enkele generaties in taal en cultuur aan. Ook in de steden germaniseerde de burgerij zich onder invloed van de dominante Habsburgse cultuur. Zeker in de hoofdstad Praag werd de Duitse taal dominant als kanselarijtaal. In de tweede helft van de 19e eeuw verdween het Duitstalige element uit de centraal gelegen steden, omdat de tweetalige burgerij daar, onder invloed van het Tsjechische nationalisme en het verwerven van steeds meer taalrechten in bestuur en onderwijs, terugkeerde naar haar Tsjechische oorsprong. Ook speelde daar een rol dat de Duitstaligen in deze kleinere steden voor een groot deel uit Joden bestonden, die overigens na ca. 1870 in toenemende mate naar Praag en Wenen vertrokken. Aan het begin van de 20e eeuw bedroeg het aandeel van de Duitstaligen in de zwart aangegeven gebieden (zie bijgaande kaart) ruim 90%, in de rest van het land, op de kaart het witte gebied, maakten zij ongeveer een tiende van de bevolking uit.
Bestuurlijk groeide de scheiding tussen Duitstalige en Tsjechischtalige bestuurseenheden door een strikt gereguleerde categorisering. Gemeenten met een minimale 80% meerderheid waren bestuurlijk officieel eentalig, die met een 50-80% meerderheid tweetalig, en waar meer dan 20% maar minder dan 50% tot een bepaalde taalgroep behoorde bestonden faciliteiten voor zo'n minderheid.
Het Habsburgse Rijk - Oostenrijk-Hongarije - was een 'veelvolkerenstaat'. Na de Eerste Wereldoorlog werd Oostenrijk-Hongarije min of meer naar etnische lijnen opgesplitst in nationale staten. Bohemen en Moravië zouden een nationale Tsjechische staat worden maar de Duitstaligen in deze gebieden weigerden daarin mee te gaan en riepen met de bevolking van het eigenlijke Oostenrijk de republiek Deutschösterreich uit, die ook Sudetenland omvatte. Om dat te voorkomen, bezetten de Tsjechische nationale troepen van de Tsjecho-Slowaakse republiek in oprichting in de herfst van 1918 het latere Sudetenland - meer bepaald de Duitstalige (grens)gebieden van Bohemen, Moravië en Oostenrijks Silezië. Met het Verdrag van Saint-Germain werd Sudetenland, tegen de wens van de Sudeten-Duitsers in, opgenomen in de nieuwe staat Tsjecho-Slowakije. Dit zorgde gedurende het interbellum voor veel spanningen in de nieuwe, door de Tsjechen gedomineerde, nationale staat Tsjecho-Slowakije.
De meeste Sudeten-Duitsers waren dus afstammelingen van Duitstaligen uit Saksen, Thüringen, Frankenland, Beieren en Oostenrijk, die zich hier sinds de 12e eeuw en ook in de 18e eeuw vestigden. Deels in de berggebieden waar zij vrijwel onbewoonde streken in cultuur brachten. In de 17e en 18e eeuw werden ze aangevuld met nieuwe immigranten, nu vooral uit Beieren en Oostenrijk, die zich in gedeeltelijk ontvolkte gebieden vestigden en de daar nog verblijvende Tsjechen in zich opnamen. Deze werden aldus gegermaniseerd (zie: germanisering). Zij hadden de Tsjechische bevolking ter plaatse in zich opgenomen en waarschijnlijk was - gemiddeld genomen - een vijfde deel van de Sudeten-Duitsers van Tsjechische afkomst, gemeten naar hun familienamen. Een derde groep vormden de stedelingen in het Tsjechische binnenland die voor een deel uit Duitstalige gebieden kwamen maar voor een ander deel uit Tsjechen bestonden die zich aanpasten aan de Duitstalige stedelijke cultuur van het Habsburgse Rijk. Een vierde groep vormden Joden die na hun emancipatie als volwaardig staatsburger sinds 1860 ook een plaats vonden in die Duitstalige burgerlijke cultuur.
Daarnaast leefde in Slowakije een andere, geografisch verspreid wonende, Duitstalige minderheid die zich naar analogie van de Sudeten-Duitsers als Karpaten-Duitsers ging betitelen.
Door de Tsjechische onderdrukking en door de nationaalsocialisten opgevoerde politieke spanningen leidden ertoe dat Tsjecho-Slowakije in 1938 bij het Verdrag van München, met instemming van Groot-Brittannië, Italië en Frankrijk, Sudetenland moest afstaan aan Duitsland-Oostenrijk. Daarmee was het land geografisch en industrieel ontmanteld en zou het restant als een 'Reichsprotektorat' later door Duitsland bezet worden, terwijl een collaborateursregering van Tsjechen pro forma het land bestuurde.
Na de ineenstorting van het nazirijk werden van mei 1945 tot 1 januari 1950 vrijwel alle etnische Duitsers door de uit Londen teruggekomen regering in ballingschap collectief tot landverraders verklaard en verdreven. Ze vluchtten voor terreur van Tsjechische milities, of werden eerst geïnterneerd en vanuit kampen gedeporteerd. De volkenrechtelijk discutabele basis van deze verdrijvingen waren de Beneš-decreten. Deze decreten bevalen de collectieve uitwijzing van vrijwel alle Duitsers en verklaarden al hun goederen en vermogens tot bezit van de staat Tsjecho-Slowakije. De geallieerde toestemming tot verdrijving en de regeling van de opname in Duitsland en Oostenrijk maakte de operatie fysiek mogelijk.

## Nationalisme van de Sudeten-Duitsers
Het eind van de Eerste Wereldoorlog betekende het eind van de Oostenrijks-Hongaarse multinationale staat. De 6,7 miljoen Tsjechen eisten een staat voor zichzelf die gebaseerd moest zijn op de historische grenzen van Bohemen en Moravië. Op die manier zouden verdedigbare grenzen langs de bergkammen van de gebergten ontstaan, maar op die manier zouden ook de sterk geïndustrialiseerde gebieden waar de Sudeten-Duitsers woonden binnen de nieuwe staat opgenomen worden.
Na de proclamatie van de Tsjecho-Slowaakse Republiek op 28 oktober 1918 beriepen de Sudeten-Duitsers (een moderne betiteling, voordien noemden de Duitstaligen zich Deutschböhmen, ofwel Duitse Bohemers) zich op hun zelfbeschikkingsrecht en wezen de opname in een nationale Tsjechische staat af. Zij kozen ervoor dat de door hen bewoonde gebieden zouden aansluiten bij de nieuw gevormde Oostenrijkse staat, de Republiek Duits-Oostenrijk. Omdat de Sudeten-Duitsers vertrouwden op het beginsel van nationale zelfbeschikking dat werd verkondigd door de overwinnaars van de Eerste Wereldoorlog, verzetten zij zich nauwelijks tegen de Tsjechische militaire bezetting (31 oktober 1918 – 28 januari 1919). Het bleek echter onmogelijk om hun gebied geografisch aan te laten sluiten bij Oostenrijk en hun eisen zouden neerkomen op een samenvoeging met Duitsland, eventueel samen met Oostenrijk. Dat was volstrekt onacceptabel voor de Geallieerden.
Vrijwel alle Sudeten-Duitse gebieden kwamen aldus in begin 1919 in nationaal Tsjechische handen. Op 4 maart 1919 demonstreerde nagenoeg de gehele Sudeten-Duitse bevolking voor haar recht op zelfbeschikking. Deze demonstraties gingen gepaard met een algemene staking. De Sudeten-Duitse Sociaaldemocratische Partij, toen de grootste partij onder de Duitstaligen, had het initiatief genomen tot de demonstraties, maar ze werden ook gesteund door de burgerlijke Duitse partijen. Deze massademonstraties werden neergeslagen door Tsjechische milities met als gevolg 54 doden en meer dan honderd gewonden.
Het Verdrag van Saint-Germain deelde de Sudeten-Duitsers in bij het nieuwe Tsjecho-Slowakije. Er was discussie om bepaalde grensgebieden bij Oostenrijk of Duitsland (bijvoorbeeld het huidige Cheb en Karlovy Vary, toen Eger en Karlsbad) te voegen maar uiteindelijk werden geen etnische maar de geografische en historische grenzen gehandhaafd om de nieuwe staat een krachtig industrieel potentieel te geven waarmee hij zich tegenover Duitsland zou kunnen handhaven. Binnen die staat vormden de Sudeten-Duitsers een geografisch geconcentreerde grote minderheid: van hen woonde 90% in gebieden waar ze tevens een 90%-meerderheid vormden.
In 1921 omvatte de bevolking van het multi-etnische Tsjecho-Slowakije 6,6 miljoen Tsjechen, 3,2 miljoen Duitsers, 2 miljoen Slowaken, 0,7 miljoen Hongaren, 0,5 miljoen Roethenen (kerkelijk met Rome geünieerde Oekraïners), 300.000 Joden die zich voor de helft tot de Duitsers of de Hongaren rekenden, 100.000 Polen en kleinere groepen zoals Roma. Duitstaligen, onder wie ook een aanzienlijk deel van de Joden, vormden ongeveer een derde van de bevolking in Bohemen en ongeveer een kwart van de bevolking van de gehele republiek.
In het Sudetenland waren moderne chemische glasindustrieën gevestigd en mijnen in bedrijf waar ligniet (bruinkool) werd gewonnen. Daarnaast waren er textiel-, porselein- en glasfabrieken. Met name de Duitstalige arbeiders voelden zich bedreigd door de goedkope-arbeidsimmigratie van Tsjechen en die angst nam toe in de crisis van begin jaren dertig.
In Moravië bevonden zich grote Duitstalige enclaves binnen Tsjechischtalig gebied. Hier waren de nationale spanningen minder groot. In het steenkoolmijngebied van de provincie Zuid-Silezië, met 40,5% Duitsers, werd het Duitse nationalisme in toom gehouden door de vrees voor de concurrentie met de industrie in Duits Silezië, aan de andere kant van de grens.
Daarnaast leefden lang niet alle Duitsers gescheiden van de Tsjechen; in de loop der tijd waren Duitsers en Tsjechen vermengd geraakt. Ook de latere nationaalsocialistische politici Arthur Seyß-Inquart (geboren als Artur Zajtich) en hoogste bezettingsfunctionaris in het bezette Nederland, en de Sudeten-Duitse leider Konrad Henlein kwamen uit gemengd Tsjechisch-Duitse families, evengoed als enkele nationaal Tsjechische politieke leiders, zoals de eerste president van de republiek Tomáš Masaryk. Het in die tijd populaire volksgenetisch onderzoek meende bewezen te hebben dat een vijfde van de Tsjechen en een kwart van de Sudeten-Duitsers uit de concurrerende taalgroep stamde. Een basis van overeenkomst lag ook in het gezamenlijke geloof, dat wil zeggen in het rooms-katholicisme. Wel hadden extreem nationale groepen zich daaruit losgemaakt zoals de neohussieten die een nationale Tsjechische kerk stichtten, en de Duitstaligen die tot het lutheranisme overgingen. Maar overigens leefden de bevolkingsgroepen, vóór de opkomst van het moderne nationalisme sinds 1848 en vóór de toenemende politieke dominantie van de Tsjechische partijen sinds 1866, vreedzaam door en met elkaar.
Vanaf de tweede helft van de 19e eeuw creëerden Tsjechen en Duitsers gescheiden culturele, onderwijskundige, politieke en economische instituties, om zich als parallelle nationale samenlevingen tegenover elkaar op te stellen. Het land viel uiteen in eentalige gebieden waarbinnen de andere landstaal bestreden en zo mogelijk verboden werd. Deze toenemende scheiding duurde voort tot ze radicaal werd 'opgelost' aan het eind van de Tweede Wereldoorlog, de Duitsers uitgewezen werden en hun taal haar rechten verloor. Sindsdien werd zelfs de herinnering aan een zeven eeuwen oude multi-etnische en tweetalige samenleving weggepoetst. Na die historische zuivering is een beeld geschapen alsof Tsjechië altijd een nationaal zuiver gebied is geweest waarin Duitsers als immigranten, indringers, vreemdelingen, profiteurs en verraders een ongewenste rol speelden om uiteindelijk, nadat zij misbruik van hun gastpositie maakten, te worden veroordeeld met een radicale verwijdering.

## Beleid met betrekking tot Sudeten-Duitsers
In het begin had de Tsjecho-Slowaakse regering de intentie sociale onrechtvaardigheid te corrigeren en een gematigde herverdeling van welvaart tot stand te brengen. Dit ging meer ten laste van de Duitse ingezetenen dan anderen. De regering confisqueerde in 1919 een vijfde deel van ieders bezit aan papiergeld. Omdat de Duitsers over het algemeen rijker waren, had dit voor hen grotere consequenties. De Wet op het Landbeheer leidde tot de onteigening van grote landgoederen, die meestal in bezit waren van de Duitstalige adel. Het land werd vooral toebedeeld aan Tsjechische boeren, die vaak geen grond bezaten, maar wel de meerderheid van de boerenbevolking uitmaakten. Slechts 4,5% van het herverdeelde land ging naar Sudeten-Duitsers die tegen deze onderbedeling met vele petities protesteerden.
Volgens de grondwet van 1920 moesten de rechten van de Duitse minderheid beschermd worden; hun scholen en culturele instituties moesten in evenredigheid met de bevolking behouden blijven. Lokale vijandigheid werd uitgelokt door het beleid de Tsjecho-Slowaakse staatsgrens te beveiligen met 'betrouwbare' Tsjechische militairen, politiefunctionarissen en ambtenaren die werden gestationeerd in nagenoeg geheel Duitstalige gebieden, waar zij bijzondere rechten kregen op eigen scholen, gebruik van hun taal in openbare instellingen en in contact met ambtelijke instanties.
De Sudeten-Duitse industrie was sterk afhankelijk van buitenlandse handel en had nauwe financiële banden met Duitsland. Zij kreeg vooral te lijden van de crisis die in 1929 uitbrak. De Tsjechische industrie, die vooral op de binnenlandse markt gericht was, leed daaronder minder. Midden jaren dertig was de werkloosheid in Sudetenland vijf keer zo hoog als in de Tsjechische gebieden. Dit deed de spanningen tussen deze twee bevolkingsgroepen oplaaien. De betrekkingen tussen Tsjechen en Duitsers werden verder vergiftigd toen Sudeten-Duitsers gedwongen waren steun te vragen bij de Tsjecho-Slowaakse overheid en investeringsbanken (Živnostenská banka). Hulp werd vaak alleen verkregen als voldaan werd aan de eis dat het aantal Tsjechische arbeidskrachten in overeenstemming met de samenstelling van de bevolking werd gebracht, niet volgens de verhoudingen ter plaatse maar die in het gehele land. Dat betekende dat in Duitstalige gebieden de meerderheid van de ambtenaren Tsjech moest zijn (overigens niet dat een derde in de Tsjechischtalige gebieden Duitser zou moeten zijn). Voor Duitstaligen gaven de publieke werken, die als werkgelegenheidsondersteuning werden opgezet, weinig soelaas als ze aan firma's uit het Tsjechische taalgebied waren gegund omdat deze hun eigen arbeiders meenamen.

## Coöperatieve politiek van Sudeten-Duitsers
De grondwet van 1920 was ontworpen zonder dat daaraan een Sudeten-Duitse vertegenwoordiging had mogen deelnemen. De Sudeten-Duitsers wezen daarom ook deelname aan de presidentsverkiezingen af. Rechtse-nationale Sudeten-Duitse politieke vertegenwoordigers volgden een obstructiepolitiek in het parlement. Links-democratische vertegenwoordigers toonden zich echter tot samenwerking bereid. In 1926 adviseerde de Duitse kanselier Gustav Stresemann de Sudeten-Duitsers om actief met en in de Tsjecho-Slowaakse regering samen te gaan werken. Als gevolg daarvan veranderden de meeste Sudeten-Duitse partijen, zoals de Duitse Agrarische Partij, de Duitse Sociaal Democratische Partij en de Duitse Christen Socialistische Partij (christelijk-socialen), hun politieke obstructie in participatie. Verschillende Duitse politici accepteerden een post in het kabinet. De nationalistische gevoelens van de Sudeten-Duitsers namen zodoende in de eerste tien jaren van de republiek af. Pas tijdens de crisis van de jaren dertig zouden ze sterk gaan toenemen en hun vertegenwoordigers openlijk aansluiting zoeken bij Duits-Oostenrijk of Duitsland. Als tussenstap propageerden ze regionale autonomie, waarbij zij een Zwitsers kantonmodel voor ogen hadden.
Tijdens een conferentie in 1919 in Teplitz besloten de provinciale sociaaldemocratische partijen van Bohemen, Moravië en Sudeten-Silezië tot een fusie in de Duitse Sociaaldemocratische Arbeiderspartij (DSAP) en kozen Josef Seliger als voorzitter. Na Seligers voortijdige dood in 1920 werd Ludwig Czech partijvoorzitter en in 1938 Wenzel Jaksch. Al in 1936 vormden Jaksch, Hans Schütz van de Christlich Soziale Partei en Gustav Hacker van de Agrariër de beweging van de Jungaktivisten, die actief een overeenkomst met de Tsjecho-Slowaakse regering zocht tot een politiek die weerstand kon bieden aan de aanval op de staat door nazi’s van binnen en buiten Tsjecho-Slowakije. Tijdens gelijktijdige massabijeenkomsten op 26 april 1936 in Tetschen-Bodenbach, Saaz en Giesshuebl im Adlergebirge (zie lijst van Duitse plaatsnamen in Tsjecho-Slowakije) eisten zij voor hun trouw aan de republiek gelijke kansen in overheidsdienst voor Duitsers, financiële steun voor Sudetenen-Duitse bedrijven, kennis van de Duitse taal voor ambtenaren in Sudetenland en maatregelen om de werkloosheid in Sudetenland terug te dringen (een op de drie in Sudetenland was werkloos tegen een op de vijf in de rest van het land). Verbetering van de levensomstandigheden voor de Sudeten-Duitsers was niet de enige motivatie voor de Jungaktivisten. Voor Jaksch en andere sociaaldemocraten was het een kwestie van behoud van hun leven dat bij een machtsovername door de nazi’s in gevaar zou komen. Hun uiteindelijke lot bevestigde die zorgen. Van de ongeveer 80.000 Duitstalige sociaaldemocraten en communisten in Tsjecho-Slowakije zagen slechts 5.000 kans om de nazi’s te ontvluchten. Partijprominenten werden geïnterneerd of geëxecuteerd. Degenen die overleefden of terugkwamen werden na de Tweede Wereldoorlog op basis van de Beneš-decreten uitgewezen.

## Opkomst van de nazipartij
In 1929 bleef slechts een klein deel van de Sudeten-Duitse afgevaardigden – meest leden van de Deutsch-Nationale Partei (grondbezitters) en de Sudetendeutsche nationalsozialistische Partei – in de oppositie. Nationalistische sentimenten bloeiden echter onder de Sudeten-Duitse jeugd die georganiseerd was in verschillende verenigingen. Voorbeelden van zulke nationalistische verenigingen zijn Turnverband, Schutzvereine, Kameradschaftsbund, Nazi Volkssport, en de Bereitschaft.
Tijdens de economische crisis zouden de nazi's de dominante politieke stroming worden. Zij breidden hun activiteiten gedurende de crisisjaren uit. Eerst nog onderdrukte de Tsjecho-Slowaakse regering de Sudeten-nazipartij omdat haar programma de grondwet schond. In de herfst van 1933 ontbonden de Sudeten-nazi’s hun organisatie en er werd pressie op de Duits-nationalen uitgeoefend om hetzelfde te doen. Duits-nationalen en Sudeten-nazi’s werden geweerd uit lokale bestuursposten. Speciaal in nationalistische bolwerken als Egerland was de Sudeten-Duitse bevolking daarover verontwaardigd.
Op 1 oktober 1933 richtte Konrad Henlein samen met zijn assistent Karl Hermann Frank en gesteund door andere leden van de Kameradschaftsbund, een jeugdorganisatie op met een romantisch-mythische oriëntatie, als het begin van een nieuwe politieke organisatie. Dit Sudetendeutsche Heimatfront beleed zogenaamd trouw aan de staat Tsjecho-Slowakije maar propageerde tegelijkertijd decentralisatie. Tegelijk zocht het steun bij de Hongaarse nationalisten in het Slowaakse landsgedeelte.
Tsjecho-Slowaakse Kamer van afgevaardigden 1920-1935 - Duits en Duits-Hongaarse partijen of lijsten
| Partij/lijst                                     | Zetels 1920 | Zetels 1925 | Zetels 1929 | Zetels 1935 | Stemmen 1935 |
| ------------------------------------------------ | ----------- | ----------- | ----------- | ----------- | ------------ |
| Sudetendeutsche Partei                           | -           | -           | -           | 44          | 1.256.010    |
| Deutsche Nationalpartei                          | -           | 10          | 7           | -           | -            |
| Deutsche Nationalsozialistische Arbeiterpartei   | 15          | 17          | 8           | -           | -            |
| Deutsche sozialdemokratische Arbeiterpartei      | 31          | 17          | 21          | 11          | 300.406      |
| Deutsche Christlich-Soziale Volkspartei          | 7           | 13          | 14          | 6           | 163.666      |
| Bund der Landwirte                               | 11          | 24          | -           | 5           | 142.775      |
| Hongaarse partijen en sudetendeutscher Wahlblock | 9           | 4           | 9           | 9           | 292.847      |
| Vereinigte deutsche Parteien                     | 6           | -           | 16          | -           | -            |
| Totaal (van de 300 zetels)                       | 79          | 85          | 75          | 75          |              |

- Hongaarse partijen en sudetendeutscher Wahlblock (1935)[3]: Deutsch-demokratische Freiheitspartei, Deutsche Gewerbepartei, Deutschnationale Partei, Sudetendeutsche Landbund, Deutsche Arbeiterpartei, Zipser deutsche Partei, Ungarische Christlichsoziale Partei, Ungarische Nationalpartei

In 1935 werd het Sudeten-Duitse Heimatfront omgedoopt tot Sudeten-Duitse Partij (Sudetendeutsche Partei - SdP) en startte een actieve propagandacampagne. Bij de verkiezingen in mei won deze SdP meer dan 60% van de Sudeten-Duitse stemmen. De Duitse Boeren (Landwirte), christensocialisten en sociaaldemocraten verloren alle ongeveer de helft van hun aanhang. De SdP werd de basis van de Duits nationalistische krachten. De partij presenteerde zich formeel als coöperatief binnen de Tsjecho-Slowaakse republiek. Echter, Henlein verstevigde contacten met nazi-Duitsland en ontving materiële steun van Berlijn. De SdP organiseerde zich volgens het Führer-beginsel met intimiderend vlagvertoon, met leuzen en geüniformeerde optochten. Door de Tsjecho-Slowaakse regering aangeboden tegemoetkomingen, zoals de installatie van uitsluitend Sudeten-Duitse ambtenaren in Sudeten-Duitse gebieden en mogelijke deelname van de SdP in het kabinet, werden verworpen. In 1937 steunden de meeste SdP-leiders openlijk Hitlers pan-Duitse doelstellingen.
Op 13 maart 1938 werd Oostenrijk geannexeerd door het Derde Rijk, een vereniging die bekendstaat als de Anschluss. Op 22 maart fuseerde de Duits Boeren Partij (Landwirte), geleid door Gustav Hacker, met de SdP. De Duits christensocialisten bevroren hun activiteiten op 24 maart; hun afgevaardigden en senatoren voegden zich bij de SdP, die nu een overweldigende meerderheid verwierf. Alleen de Duitse sociaaldemocraten en communisten bleven loyaal aan een democratisch Tsjecho-Slowakije. Bij de laatste nog vrije verkiezingen, hoewel onder zware agitatie van de nationaalsocialisten, stemden uiteindelijk twee van de drie Sudeten-Duitsers op de partij van Henlein.

## Uiteindelijke crisis in 1938
Konrad Henlein had op 28 maart 1938 een bijeenkomst in Berlijn met Hitler en kreeg opdracht de onaanvaardbare eisen aan de Tsjecho-Slowaakse regering op te voeren. In de Karlsbad-decreten die op 24 april naar buiten werden gebracht, eiste de SdP volledige autonomie voor Sudetenland. Als daaraan was voldaan zou Sudetenland vervolgens aansluiting bij nazi-Duitsland kunnen zoeken volgens de principes van het volkenrecht, die boven die van de nationale staat stonden.
Inmiddels werd de veiligheid in Sudetenland door toenemend geweld bedreigd met gevechten tussen jonge SdP-aanhangers (uitgerust met wapens die vanuit Duitsland binnengesmokkeld waren) en Tsjecho-Slowaakse politie- en grenstroepen. Op sommige plaatsen werd zelfs het reguliere leger ingeroepen om de orde te herstellen. Nazi-Duitse propaganda beschuldigde vervolgens de Tsjechische regering en de Tsjechen van gruweldaden tegen Duitsers.
Op 20 mei begon Tsjecho-Slowakije in antwoord op geruchten van Duitse troepenverplaatsingen met een zogenaamde "gedeeltelijke mobilisatie" (letterlijk "speciale militaire voorzorg"). Het leger nam posities in langs de grens. De westelijke machten probeerden de situatie te pacificeren en dwongen de regering van Tsjecho-Slowakije toe te geven aan de meeste eisen van de Karlsbad-decreten. De SdP stelde zich in dienst van de provocatie van een crisis. In het bijzonder het Sudetendeutsche Freikorps (een combinatie van paramilitaire terroristische groepen die in Duitsland getraind waren door SS-instructeurs) terroriseerden de grensgebieden en begingen overvallen op overheidsgebouwen. Meer dan 110 Tsjechen (meest soldaten en politiemannen) werden gedood en meer dan 2.020 Tsjecho-Slowaakse burgers (waarbij ook Duitse antifascisten) werden ontvoerd naar nazi-Duitsland.
De Britse eerste minister Neville Chamberlain zond in augustus Lord Runciman, als vertrouwenspersoon, naar Tsjecho-Slowakije om te onderzoeken of hij een overeenkomst tussen de Tsjecho-Slowaakse (feitelijk de Tsjechische) regering en de Duitsers in Sudetenland kon bewerkstelligen. Zijn missie mislukte omdat de Sudeten-Duitse Partij in opdracht van Hitler alle verzoeningsvoorstellen afwees. Runciman bracht het volgende verslag aan de Britse regering uit met betrekking tot de Tsjechische politiek in de afgelopen decennia tegenover de Duitse minderheid:

Tsjechische functionarissen en Tsjechische politiemannen die nauwelijks of geen Duits spraken, werden in grote aantallen benoemd in overwegend Duitse districten; Tsjechische boerenkolonisten werden aangemoedigd om zich te midden van de Duitse bevolking te vestigen op land dat was geconfisqueerd onder de landhervorming; voor de kinderen van deze Tsjechische immigranten werden op een grote schaal Tsjechische scholen gebouwd; algemeen wordt geloofd dat Tsjechische bedrijven worden bevoordeeld ten opzichte van Duitse bedrijven bij de toekenning van overheidsopdrachten en dat de overheid Tsjechen eerder van werk en steun voorziet dan Duitsers. Ik geloof dat deze krachten in hoofdlijnen werkzaam zijn. Zelfs ten tijde van mijn missie kon ik geen bereidheid van de Tsjecho-Slowaakse regering vinden om iets op adequate schaal recht te buigen ... het gevoel onder de Sudeten-Duitsers werd tot een jaar of drie of vier geleden gekenmerkt door hopeloosheid. Maar de opkomst van nazi-Duitsland gaf hen nieuwe hoop. Ik beschouw hun verzoeken voor hulp aan hun verwanten en hun uiteindelijke wens om zich bij het Reich aan te sluiten als een natuurlijke ontwikkeling in de gegeven omstandigheden.

Groot-Brittannië en Frankrijk dwongen vervolgens de Tsjecho-Slowaakse regering om Sudetenland aan Duitsland af te staan (21 september). Het Verdrag van München (getekend op 29 september) bevestigde slechts de beslissing en de onderhandelingsdetails.

## Onder nazibewind

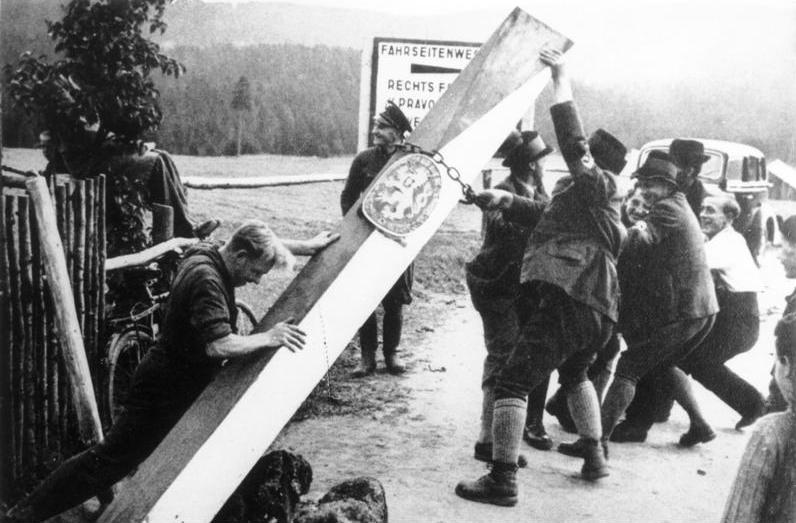
Sudeten-Duitsers trekken een grenspaal tussen Tsjecho-Slowakije en Duitsland omver op 29 september 1938.

Als gevolg verloren Bohemen en Moravië ongeveer 38% van hun gezamenlijk gebied en daarmee ongeveer 3,25 miljoen Duitsers en ongeveer 250.000 Tsjechen aan Duitsland. Velen vluchtten naar voorlopig nog onbezet gebied, maar een groot deel van deze Tsjechen bleef en paste zich aan door het Duitse staatsburgerschap te aanvaarden. Ongeveer evenveel, namelijk 250.000, Duitsers bleven, nu met de status van Duits staatsburger, in de Protectoraatsgebieden woonachtig, terwijl de Duitsers in Slowakije het nieuwe staatsburgerschap van de republiek Slowakije kregen met bijzondere minderheidsrechten.
Na de annexatie en nazistische gelijkschakeling werd de Sudeten-Duitse Partij opgeheven en stemden in de 'verkiezingen' op 4 december 1938 97% van opgekomen kiezers in Sudetenland voor de NSDAP. Ongeveer een half miljoen Sudeten-Duitsers werd lid van die partij, vaak ook om hun ambtelijke functie te kunnen behouden. Dat aantal was relatief meer dan twee maal zoveel - ruim een derde van de volwassenen - als in nazi-Duitsland. Vanwege hun kennis van de Tsjechische taal werden veel Sudeten-Duitsers in dienst genomen door het bestuur van het Protectoraat Bohemen en Moravië of opgenomen in het nazi-onderdrukkingsapparaat (SS, Gestapo etc.). De bekendste was Karl Hermann Frank: SS- en politiegeneraal en staatssecretaris in het Protectoraat.
De SdP had voor 1939 al ruim een miljoen leden ingeschreven; en na 1939 liet de helft van hun zich in de NSDAP opnemen. De bevolking van het geannexeerde Sudetenland bestond in 1939, na de vlucht of uitwijzing van Tsjechische ambtenaren en intellectuelen nog uit ruim 10% Tsjechen. Zij kregen de keus om Duits staatsburger te worden of anders de kans te lopen elk moment onteigend en uitgewezen te kunnen worden. Een ruime helft, eer dan 150.000, besloot tot het eerste. Omdat door de oproep tot militaire dienst sinds 1940 een toenemend gebrek aan arbeiders ontstond, kwam het ook voor de overigen niet tot uitwijzing, integendeel minstens honderdduizend Tsjechische arbeiders werden, vaak onder dwang, uit het Protectoraat naar het Sudetenland gestuurd.
Omdat Duitsers uit ‘het Rijk’ massaal werden aangesteld in leidende ambtelijke functies, en ‘Rijks-Duitse’ bedrijven de onteigende Tsjechische en Joodse ondernemingen overnamen en met hun eigen leidinggevenden bevolkten, ontstonden spanningen waarin veel Sudeten-Duitsers zich als gekoloniseerden voelden behandeld, vooral toen ook hun eigen verenigingswezen werd gelijkgeschakeld in grotere Rijks-Duitse verbanden. De nazistische staatscontrole wilde de bevolking niet te veel van het Groot-Duitse Rijk vervreemden en verhield zich halfslachtig met deze spanningen.
Tijdens de Tweede Wereldoorlog dienden Duitse mannen in Slowakije gewoonlijk in het bondgenootschappelijke Slowaakse leger, maar Duitsland dwong de Slowaakse regering om toe te staan dat zij desgewenst ook in Duitse paramilitaire groepen (Freiwillige Schutzstaffeln) en bij de Waffen-SS hun militaire dienst konden verrichten. Daarvan maakten 2.000 respectievelijk 7.000 gebruik. Toen duidelijk was geworden dat de Duitse legers geen weerstand meer konden bieden aan de opmars van het Sovjetleger, brak een communistische partizanenopstand uit Slowaakse Nationale Opstand. Het nationaal-fascistische Slowaakse leger viel uiteen en in de herfst van 1944 werden de Duitse dienstplichtigen in Slowakije opgeroepen voor de Wehrmacht of de Waffen-SS, en de jongsten en ouderen georganiseerd in de Heimatschutz - een equivalent van de Volkssturm in Duitsland Ongeveer 120.000 Duitsers (meest vrouwen en kinderen) werden geëvacueerd naar Sudetenland en het Protectoraat.

## Uitwijzing

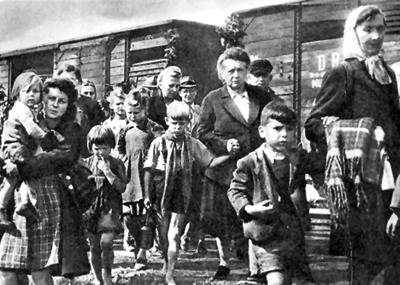
Sudeten-Duitsers worden gedeporteerd in september 1945. Aan de Duitse bewoning in Bohemen, Moravië en Tsjechisch Silezië kwam zodoende na duizend jaar een einde.

Al tijdens de oorlog weigerde de Tsjecho-Slowaakse regering in ballingschap, die in Londen zetelde, om de Sudeten-Duitsers nog langer als staatsburgers te erkennen. Ook het Sudeten-Duitse antifascistische comité onder de sociaaldemocraat Wenzel Jaksch, eveneens gevestigd in Londen, erkende zij niet als politiek vertegenwoordiger van (een deel van) de Sudeten-Duitsers. Al degenen die alleen Duits spraken (Joden inbegrepen) beschouwde zij als Sudeten-Duitsers en daarmee als vijandige en dus uit te wijzen buitenlanders. Een uitzondering zou gelden voor degenen die actief en aanwijsbaar in verzet waren gekomen tegen de nazi-autoriteiten onder de voorwaarde dat zij zich voortaan ook nationaal als Tsjech zouden beschouwen en geen beroep op minderheidsrechten, zoals Duits onderwijs, zouden gaan doen. Gesteld werd dat dit juridische criterium politiek was en niet etnisch. Critici wijzen op de dubbelzinnige toepassing: Tsjechen en Slowaken vielen er niet onder hoewel de grote meerderheid geen verzet had geboden tegen de nazi's en een aanzienlijke minderheid, vooral onder de Slowaken, zelfs actief met de Duitsers had gecollaboreerd. Ook tweetalige Tsjechen die in Sudetenland Duits staatsburger waren geworden, konden terugkeren naar hun oude staatsburgerschap. Aanvankelijk werden ook Duitstalige Joden uitgewezen maar geallieerde protest leidde tot intrekking van deze maatregel die aangeeft dat niet alleen Duitsers maar ook de Duitse taal diende te verdwijnen.
Toen de staat onder de naam Tsjecho-Slowakije na de Tweede Wereldoorlog werd hersteld, werd gelijk het merendeel van de Duitsers van verdreven. Eerst door middel van deportaties, wilde en bloedige verdrijvingen en later door georganiseerde gedwongen uittochten. 700.000 vluchtten direct naar Duitsland en Oostenrijk. 2,5 miljoen werden, vaak na langdurige internering, tijdens de volgende drie jaren uitgewezen, als direct of indirect gevolg van deze officieel bevolen uitwijzing (zie: Beneš-decreten) is ruim één op de tien Duitsers (tussen de 350.000 en 380.000) om het leven gekomen. Een groot deel door standrechtelijke executie of moord, een ander deel door uitputting en ziekte. Zie Verdrijving van Duitsers na de Tweede Wereldoorlog en etnische zuivering. Aan ongeveer 244.000 Duitsers - erkende communisten en verzetsstrijders maar ook technici die voor de instandhouding van de industrie in de ontruimde Sudeten-Duitse gebieden onontbeerlijk waren - werd aanvankelijk toegestaan in Tsjecho-Slowakije te blijven, maar velen van hen emigreerden later alsnog naar West-Duitsland en de Duitse Democratische Republiek. Veel vluchtelingen in de Bondsrepubliek verenigden zich in de Sudetendeutsche Landsmannschaft (Tsjechië) en de Karpatendeutsche Landsmannschaft (Slowakije).
Bij de volkstelling van 2001 claimden 39.106 personen in Tsjechië en 5.405 personen in Slowakije een Duitse etniciteit te hebben.

## Dialecten
De Duitse dialecten in Bohemen en Moravië vormden een continuüm met de dialecten van de omliggende Duitse en Oostenrijkse gebieden. Er waren vijf dialectgebieden te onderscheiden:
- Midden-Beiers in Zuid-Moravië, en het zuiden en midden van het Bohemer Woud waar het aansloot bij het Neder-Oostenrijks, en in de stedelijke taalenclaves als met name Budweis (České Budějovice), Wischau (Vyškov), Brünn (Brno) en Olmütz (Olomouc).
- Noord-Beiers in West-Bohemen en de taalenclave Iglau (Jihlava).
- Oostopperfrankisch in het kleinste dialectgebied, dat zich uitstrekte van het noordwesten van Bohemen over het Ertsgebergte en het Bohemer Woud tot de omgeving van Bamberg; het werd ook in de Schönhengstgau (Hřebečsko) en in het midden van Noord-Moravië gesproken.
- Silezisch in Oost-Bohemen en Noord-Moravië.
- Thürings-Oppersaksisch in Noord-Bohemen en als mengdialect in de dorpen rond Iglau.
- Het Prager-Deutsch was vrijwel identiek aan het Hoogduits; in de Middeleeuwen was de koninklijke kanselarij van Praag een instituut waar de eerste versies van het Hoogduits als schrijftaal werden ontwikkeld.
- Het Jiddisch ontwikkelde zich in Bohemen en Moravië na de opheffing van de getto's en de integratie van de Joden als Oostenrijkse staatsburgers tot een variant van het Hoogduits. In Slowakije bleef het in zijn authentieke vorm bestaan.